# 埃拉东德皮纳雷斯
埃拉东德皮纳雷斯，是西班牙卡斯蒂利亚-莱昂阿维拉省的一个市镇。 总面积48km2, 总人口458人（2001年），人口密度10人/km2。